# دوبرشین
دوبرشین (به چکی: Dobršín) یک منطقهٔ مسکونی در جمهوری چک است که در ناحیه کلاتووی واقع شده‌است. دوبرشین ۶٫۶۳ کیلومتر مربع مساحت و ۱۰۵ نفر جمعیت دارد و ۴۶۸ متر بالاتر از سطح دریا واقع شده‌است.